# Mary DeNeale Morgan
Pour les articles homonymes, voir Morgan.
Mary DeNeale Morgan, née le 24 mai 1868 à San Francisco dans l'État de la Californie et décédée le 10 octobre 1948 à Carmel-by-the-Sea dans le même État aux États-Unis, est une peintre impressionniste américaine. Peintre paysagiste californienne, ayant vécu à San Francisco, Oakland et Carmel-by-the-Sea, elle a principalement peint des paysages de la région de la baie de San Francisco, avec une prédilection pour les scènes naturelles de la péninsule de Monterey et ces emblématiques cyprès.

## Biographie
Mary DeNeale Morgan naît à San Francisco dans l'État de la Californie en 1868 dans une famille originaire d'Écosse. Elle grandit dans la ville voisine d'Oakland, où elle commence sa formation artistique auprès du peintre William Keith, un ami de la famille. Elle étudie ensuite à la San Francisco Art Institute de 1886 à 1890 puis de 1892 à 1895 et a notamment pour professeurs les peintres Virgil Macey Williams (en), Emil Carlsen, Raymond Dabb Yelland (en), Amédée Joullin et Arthur Frank Mathews (en) et pour camarades les futurs peintres Guy Rose, Xavier Martínez (en), M. Evelyn McCormick (en) et Gottardo Piazzoni (en). En 1895, elle découvre durant l'été la région de la Géorgie.
En 1896, elle ouvre un studio à Oakland. Elle se spécialise dans la peinture des paysages de la East Bay, et, pendant une courte période, enseigne l'art à l'Oakland High School (en). En 1903, elle découvre la ville côtière de Carmel-by-the-Sea et y passe ces étés dès l'année suivante. En 1909, elle participe à la Alaska–Yukon–Pacific Exposition (en) de Seattle. En 1910, elle s'installe définitivement à Carmel-by-the-Sea où elle achète l'ancien studio de la peintre Sydney Janis Yard. Elle se spécialise alors dans la peinture des paysages de la péninsule de Monterey, voyageant notamment en compagnie de la peintre Bertha Elizabeth Stringer Lee. En 1914, elle suit les cours du peintre William Merritt Chase qui a été invité à y établir sa classe estivale. De 1917 à 1925, elle dirige l'école d'art de la ville. En 1927, elle participe à la fondation de la Carmel Art Association. Durant la Seconde Guerre mondiale, elle visite chaque semaine le camp militaire de Fort Ord où elle réalise des portraits des soldats qui y sont stationnés.
Au cours de sa carrière, elle est membre de la National Association of Women Artists, de la California Water Color Society et du Carmel Club of Arts and Crafts. Elle décède dans sa ville d'adoption en 1948.
Ces œuvres sont notamment visibles ou conservées à l'Oakland Museum of California d'Oakland, à la California Historical Society (en), à la Society of California Pioneers (en) et au San Francisco De Young Museum, au musée d'Art du comté de Los Angeles, à la Harrison Memorial Library de Carmel-by-the-Sea et au Crocker Art Museum de Sacramento.

## Œuvres

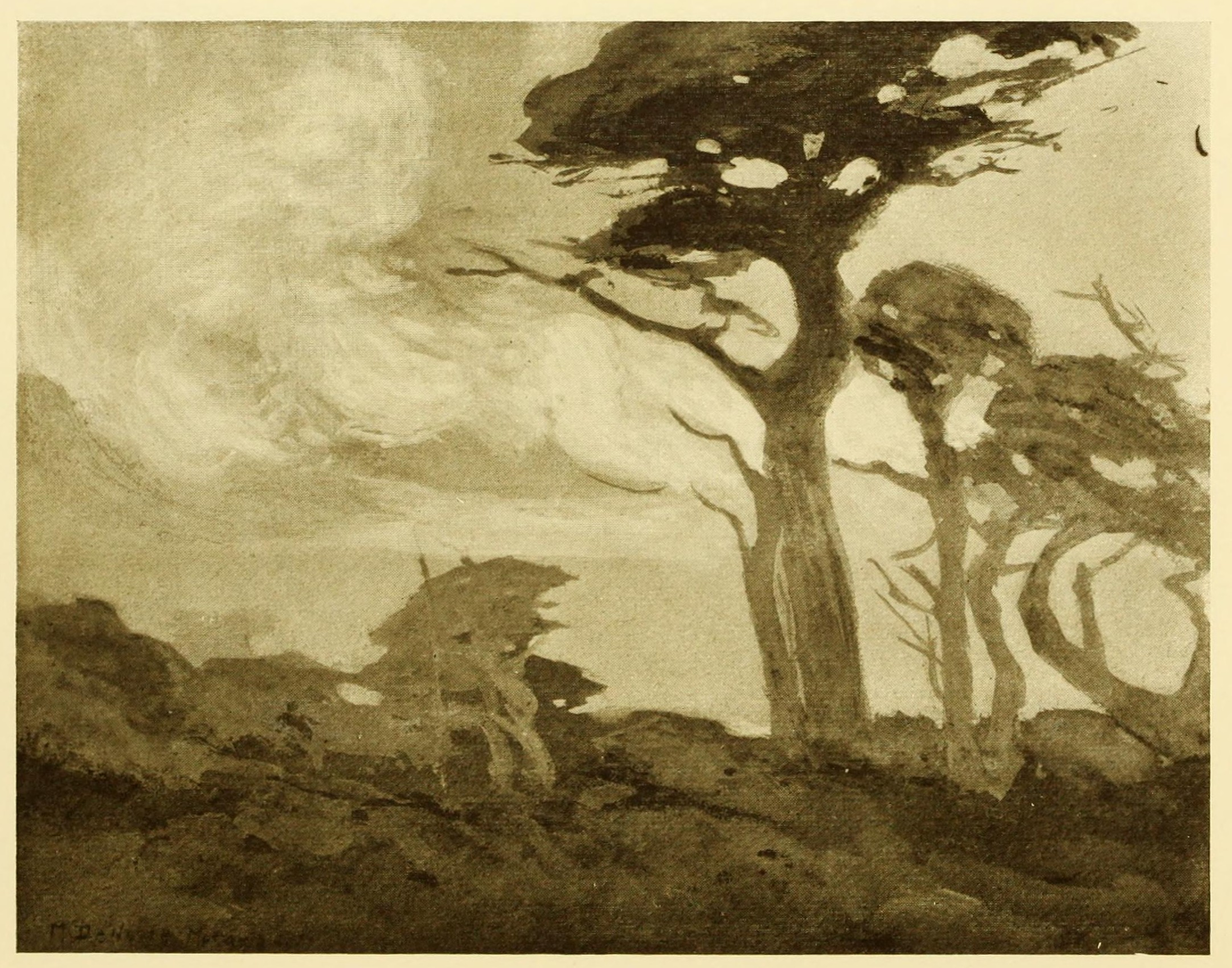
Cypress Trees - Gray Day, 1916